# Граймс, Кэти
Кэтрин (Кэти) Граймс (англ. Kathryn 'Katie' Grimes; род. 8 января 2006, Лас-Вегас, Невада) — американская пловчиха, выступающая в бассейнах и на открытой воде. Серебряный призёр Олимпийских игр 2024 года (400 м комплексным плаванием), многократный призёр чемпионатов мира по водным видам спорта.

## Биография
Родилась в январе 2006 года в семье Кристиана и Шари Граймс. Увлеклась плаванием по примеру двух старших братьев, участвовавших в соревнованиях по этому виду спорта. Определилась с выбором вида спорта в 10 лет. Тренируется в клубе «Сэндпайперс оф Невада» у Рона Эйткена.
В 2021 году, в возрасте 15 лет, Граймс рассматривалась как кандидат в сборную США на Олимпийских играх в Токио, в первую очередь на дистанции 400 м комплексным плаванием, которая считалась её наиболее сильным видом. Однако на национальном отборе молодая спортсменка не правилась с волнением и показала только 16-е время, не попав в финал. После этого Граймс участвовала в заплывах на ещё трёх дистанциях, каждый раз улучшая позицию: 13-я на дистанции 400 м вольным стилем, 3-я на дистанции 1500 м вольным стилем (после Кэти Ледеки и Эрики Салливан, дважды за соревнования улучшив личный рекорд) и, наконец, 2-я на 800 м вольным стилем после Ледеки со временем 8.20,36. На самой Олимпиаде Граймс была самой юной участницей сборной США и самой молодой американской пловчихой на Олимпийских играх со времён Аманды Бирд в 1996 году. Она пробилась в финал на своей единственной дистанции 800 м вольным стилем с общим вторым временем (8.17,05), а в финале финишировала сразу за призёрами (8.19,38).
На национальном отборе к чемпионату мира 2022 года Граймс осталась лишь четвёртой на своей олимпийской дистанции, не попав в состав сборной в этом виде. На дистанции 400 м вольным стилем она также осталась четвёртой, на вдвое меньшей дистанции — восьмой, но выиграла отбор на 400 м комплексным плаванием, значительно улучшив личный рекорд (4.06,67), а на дистанции 1500 м вольным стилем завоевала вторую путёвку на чемпионат мира, финишировав вслед за Ледеки с результатом 15.51,36. На чемпионате мира завоевала две серебряных медали в индивидуальных дисциплинах. Вначале она уступила только Ледеки на 1500 м вольным стилем, а затем побила державшийся с 2008 года национальный рекорд для возрастной группы 15—16 лет на дистанции 400 м комплексным плаванием (4.32,76). В борьбе за золото с канадкой Саммер Макинтош Граймс проиграла чуть больше 0,5 секунды.
Перед чемпионатом мира 2023 года победила в национальном отборе Алекс Уолш на дистанции 400 м комплексным плаванием, показав результат 4.33,80. В японском городе Фукуока, где проходил чемпионат мира, Граймс начала соревнования с участия в заплывах на открытой воде. На дистанции 10 км она лидировала после первых четырёх кругов и сохранила достаточно сил для борьбы за бронзу с действующими олимпийской и мировой чемпионками (соответственно Ана Марсела Кунья из Бразилии и Шарон ван Роувендал из Нидерландов). Американка опередила обеих соперниц на фотофинише, заняв третье место (первое и второе места заняли Леони Бек и Челси Губецка). Она стала первой представительницей США вне зависимости от вида спорта, получившей право на участие в Олимпийских играх 2024 года. В бассейне Граймс выступила крайне неудачно на дистанции 1500 м, оставшись восьмой, но завоевала очередное серебро на 400 м комплексным плаванием с результатом 4.32,30, почти на секунду опередив австралийку Дженну Форрестер.
В национальном отборе 2024 года в бассейне Граймс, которой на Олимпиаде предстояло соревноваться не только в бассейне, но и на открытой воде, ради экономии сил отказалась от участия в заплывах на своей первой олимпийской дистанции 800 м вольным стилем. Она показала время 4.35,00 на дистанции 400 м комплексным плаванием, в упорной борьбе победив Эмму Вейант. На 1500 м вольным стилем она финишировала с результатом 15.57,55, что было далеко от её личного рекорда, но достаточно для второго места после Ледеки и далеко впереди остальных соперниц.
В Париже на дистанции 400 м комплексным плаванием Граймс завоевала свою первую олимпийскую медаль, заняв второе место после Макинтош, которой проиграла 5,69 секунды. На следующий день на дистанции 1500 м она осталась только десятой в отборочных заплывах с результатом 16.12,11 и не попала в финал, который в итоге выиграла Ледеки. Заплыв на 10 км на открытой воде проводился на Сене, где сильное течение создавало проблемы для участниц, в том числе для Граймс, назвавшей это соревнованием самым трудным в своей жизни. В итоге она заняла только 15-е место — на одно выше, чем её сокомандница Мэрайя Дениган.